# Borgelinkmolen
De Borgelinkmolen is een houten, rietgedekte, achtkantige, stelling korenmolen op een stenen voet van Bentheimer zandsteen in Denekamp in de Nederlandse provincie Overijssel. Op de begane grond staat een collectie handmolens.
De molen werd in 1818 gebouwd. Na een verwoesting door brand in 1846 werd de molen herbouwd. Tot 1927 bleef de molen op windkracht in bedrijf, daarna werd er met een elektromotor verder gemalen in een naastgelegen maalderij. De molen werd van stelling, kap en wiekenkruis ontdaan. De familie Borgelink, die de molen sinds 1870 in eigendom had, verkocht de molen in 1992 aan de Molenstichting Lattrop-Tilligte. Van 1998 tot 2002 is de molen compleet gereconstrueerd en gerestaureerd.
De molen is thans ingericht met twee koppels maalstenen die op windkracht worden aangedreven, een derde exemplaar staat op de begane grond en heeft motoraandrijving. De gelaste roeden van de molen zijn 23 meter lang en zijn voorzien van het fokwieksysteem met remkleppen en zeilen. De roeden zijn in 2002 gemaakt door de molenmaker Groot Wesseldijk in Lochem. De binnenroede heeft nummer 65 en de buitenroede nummer 64.
De 5,30 m lange gietijzeren bovenas is in 2001 gegoten door ijzergieterij Hardinxveld in Giesendam en heeft het nummer 94.
De molen heeft een Engels kruiwerk met 28 rollen dat op de stelling wordt bediend met een kruirad.
De uit vijf stukken bestaande Vlaamse vang wordt bediend met behulp van een wipstok, waar op het eind een rood konijn zit.

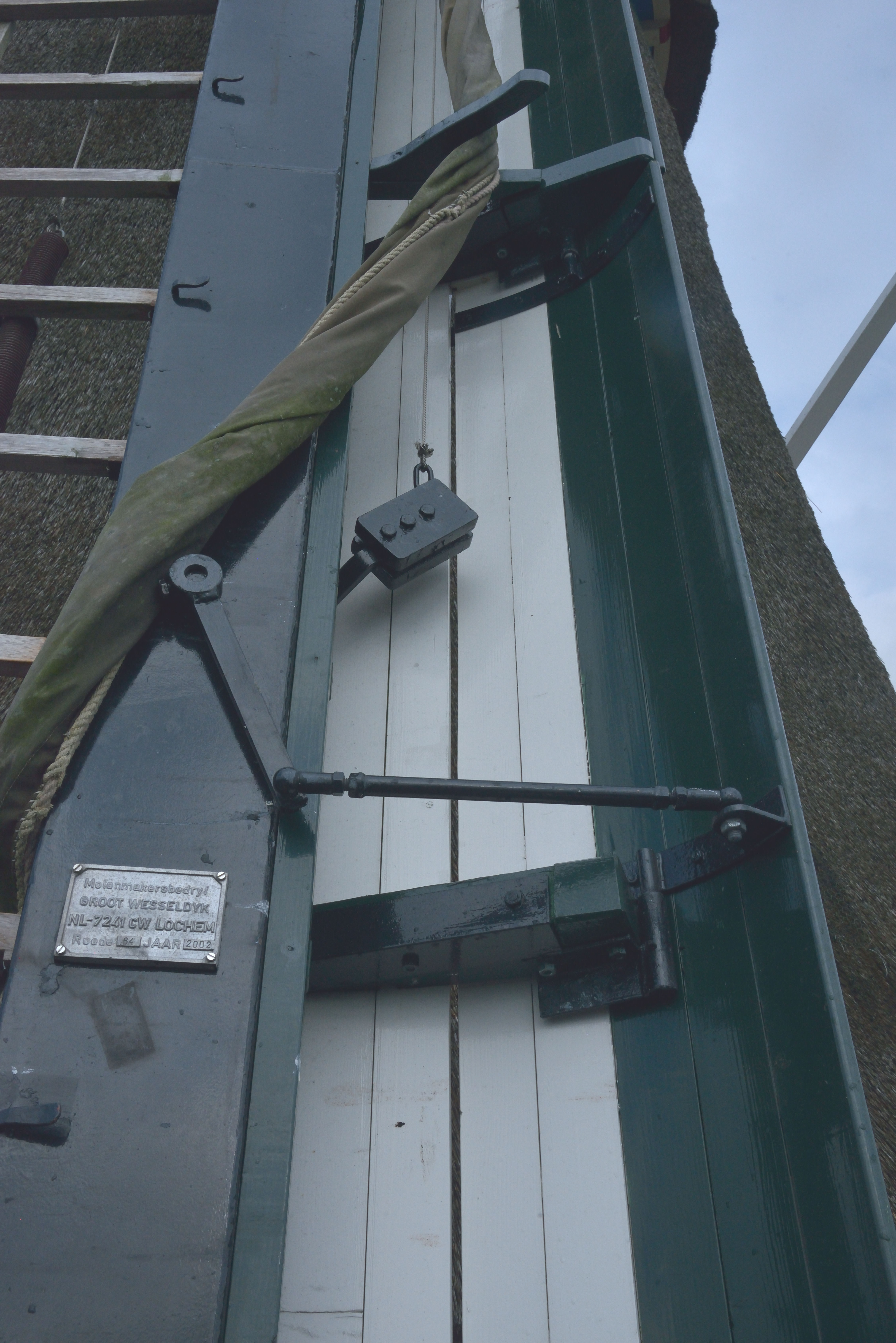
Fokwiek
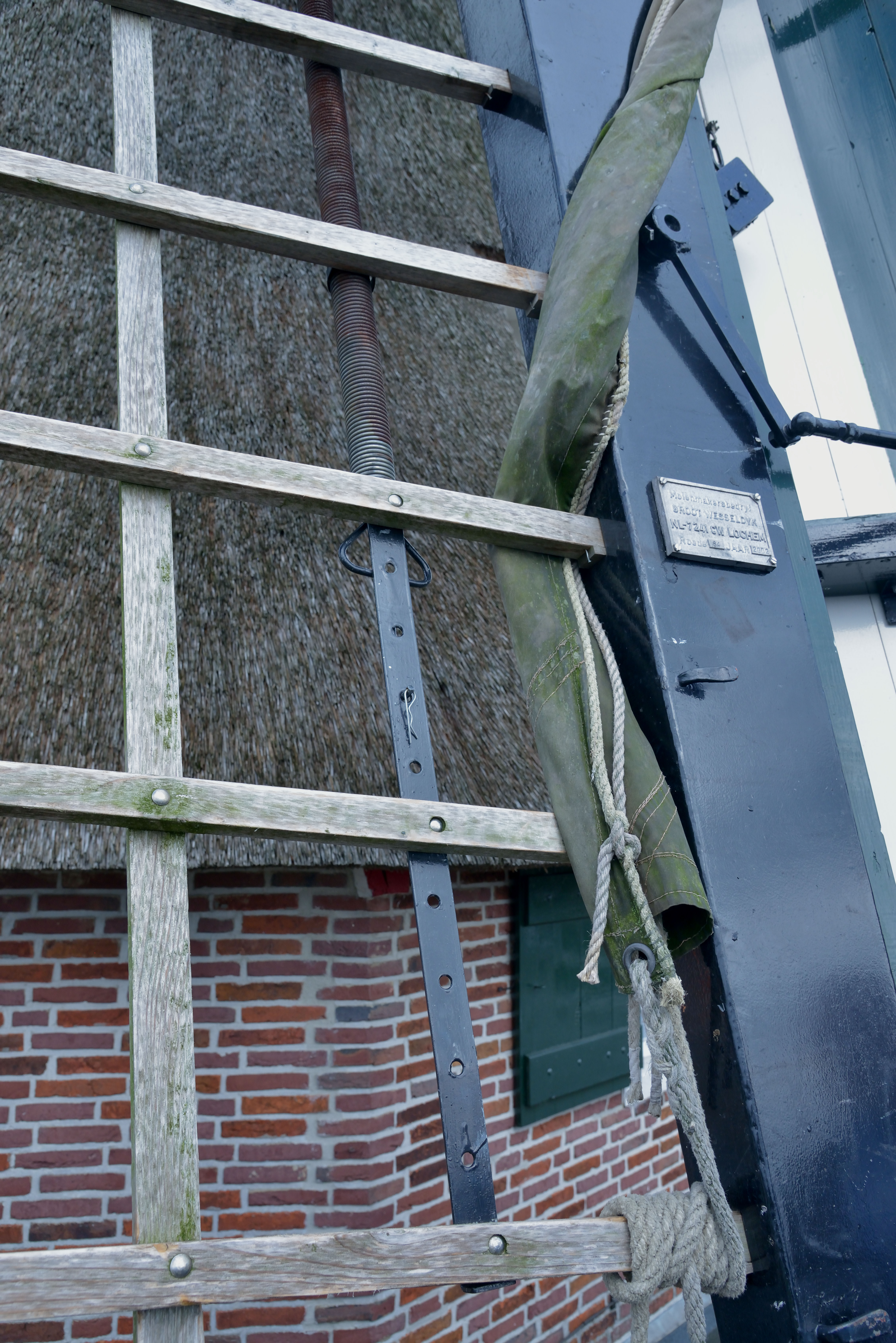
Instelmechanisme met veer voor moment van openen remklep
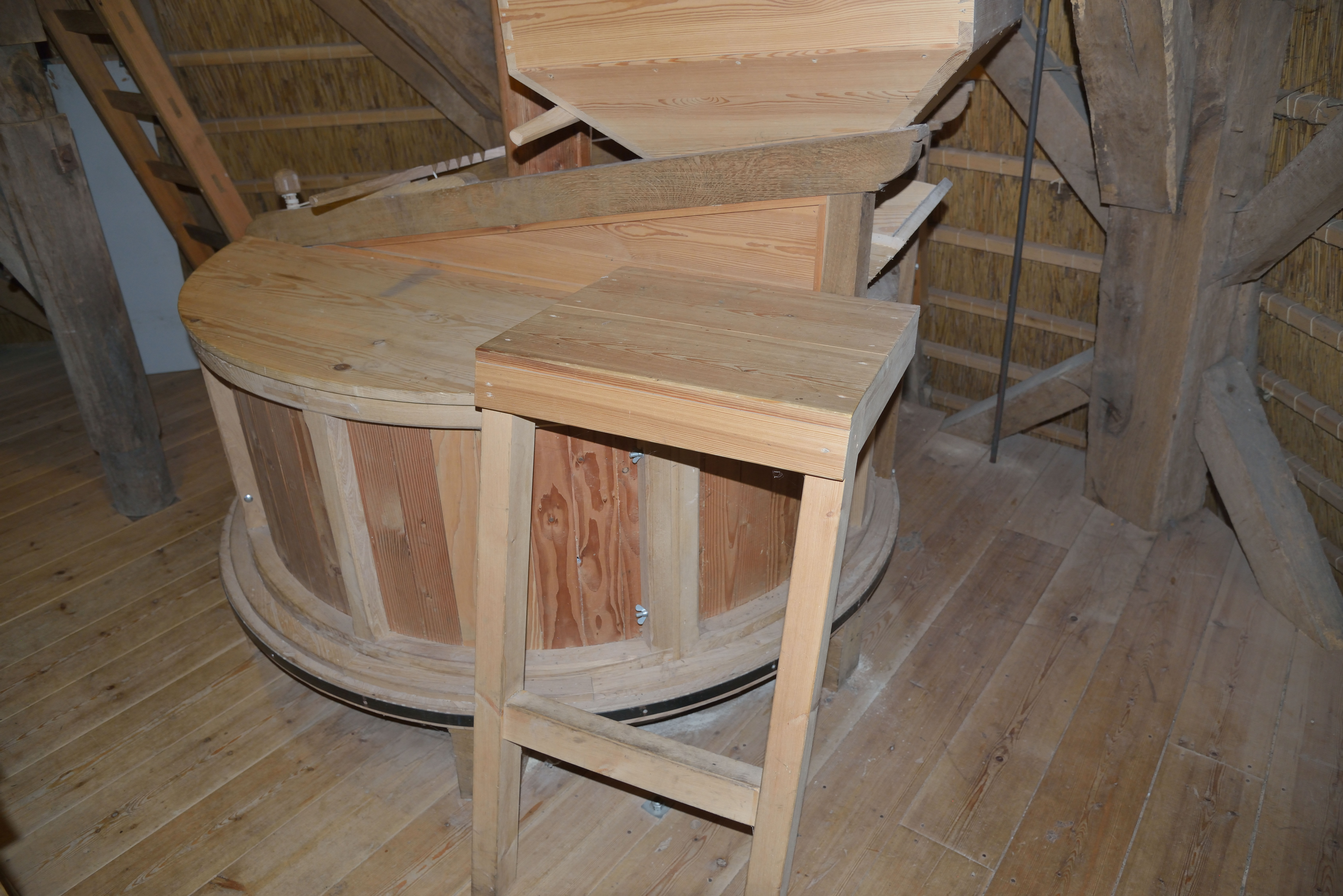
Maalkoppel
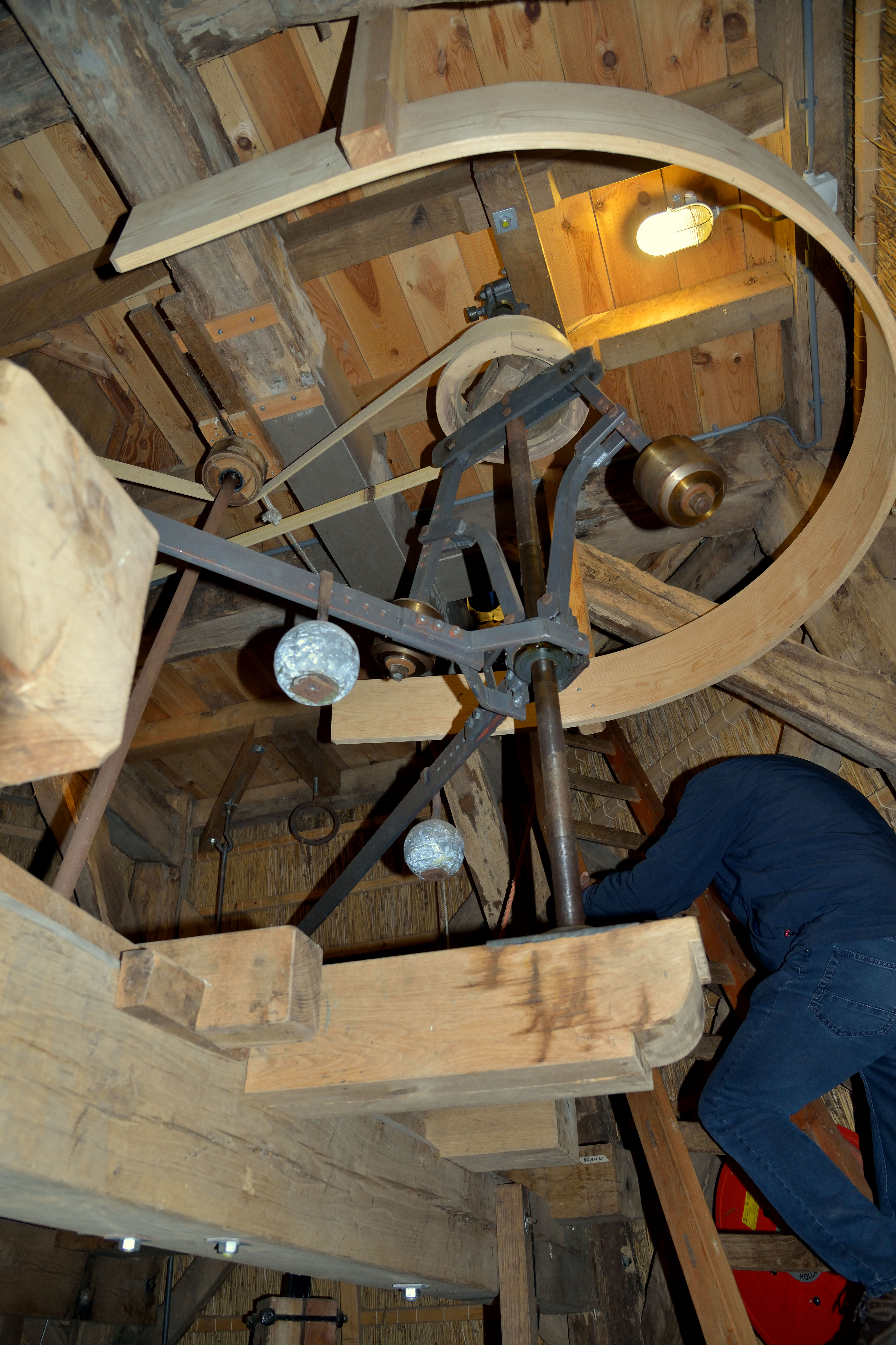
Regulateur
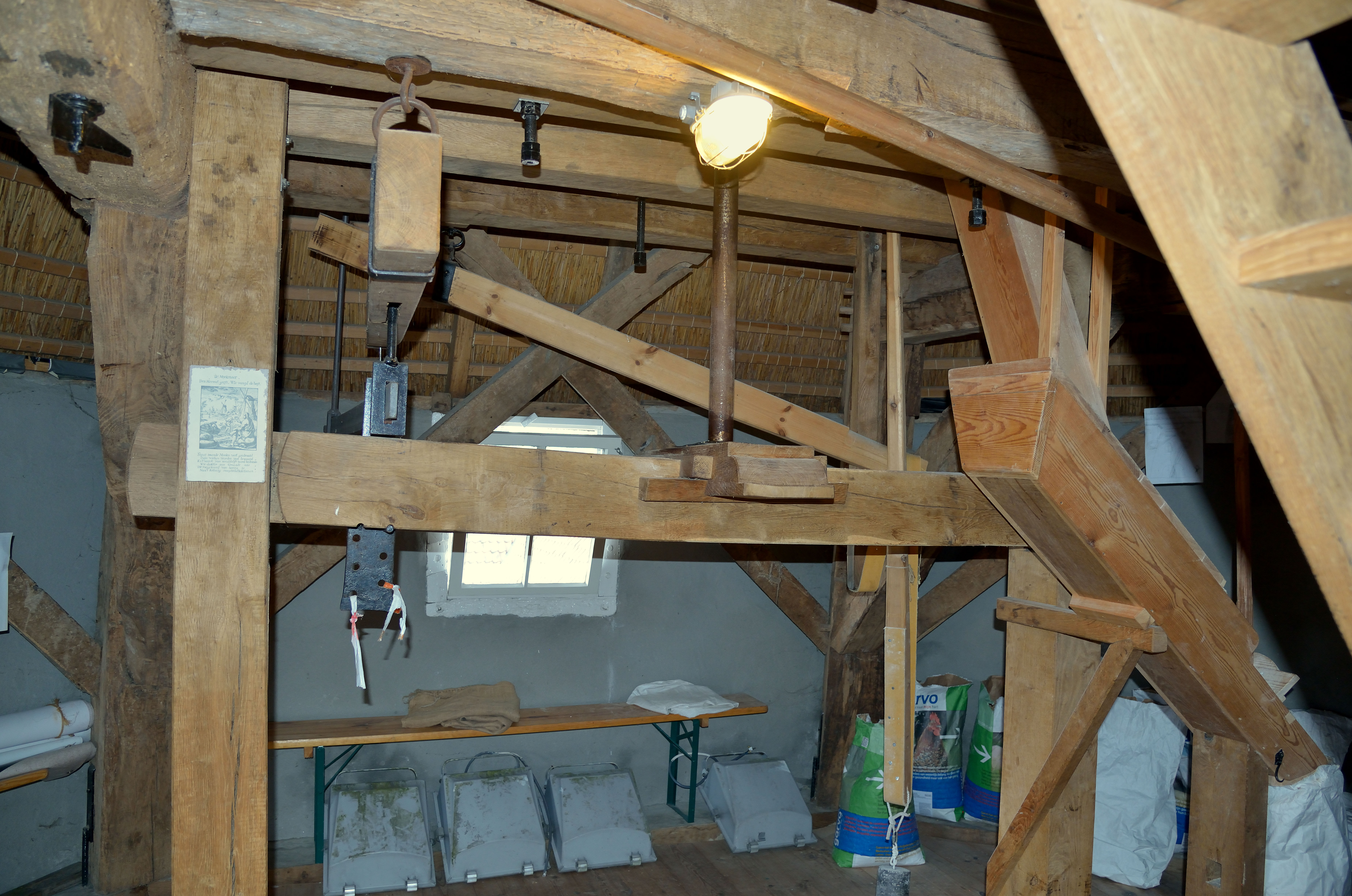
Lichtwerk
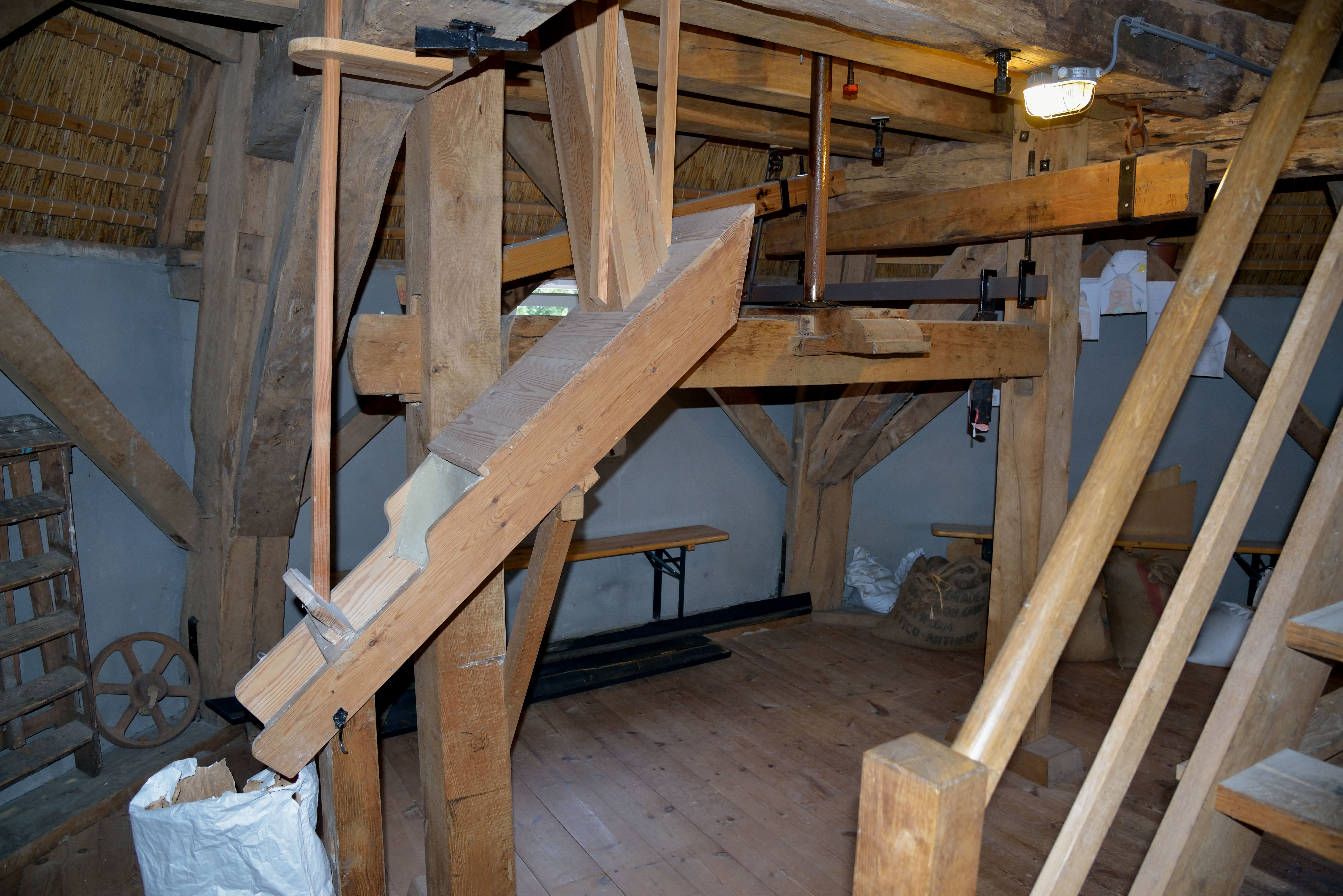
Maalbak
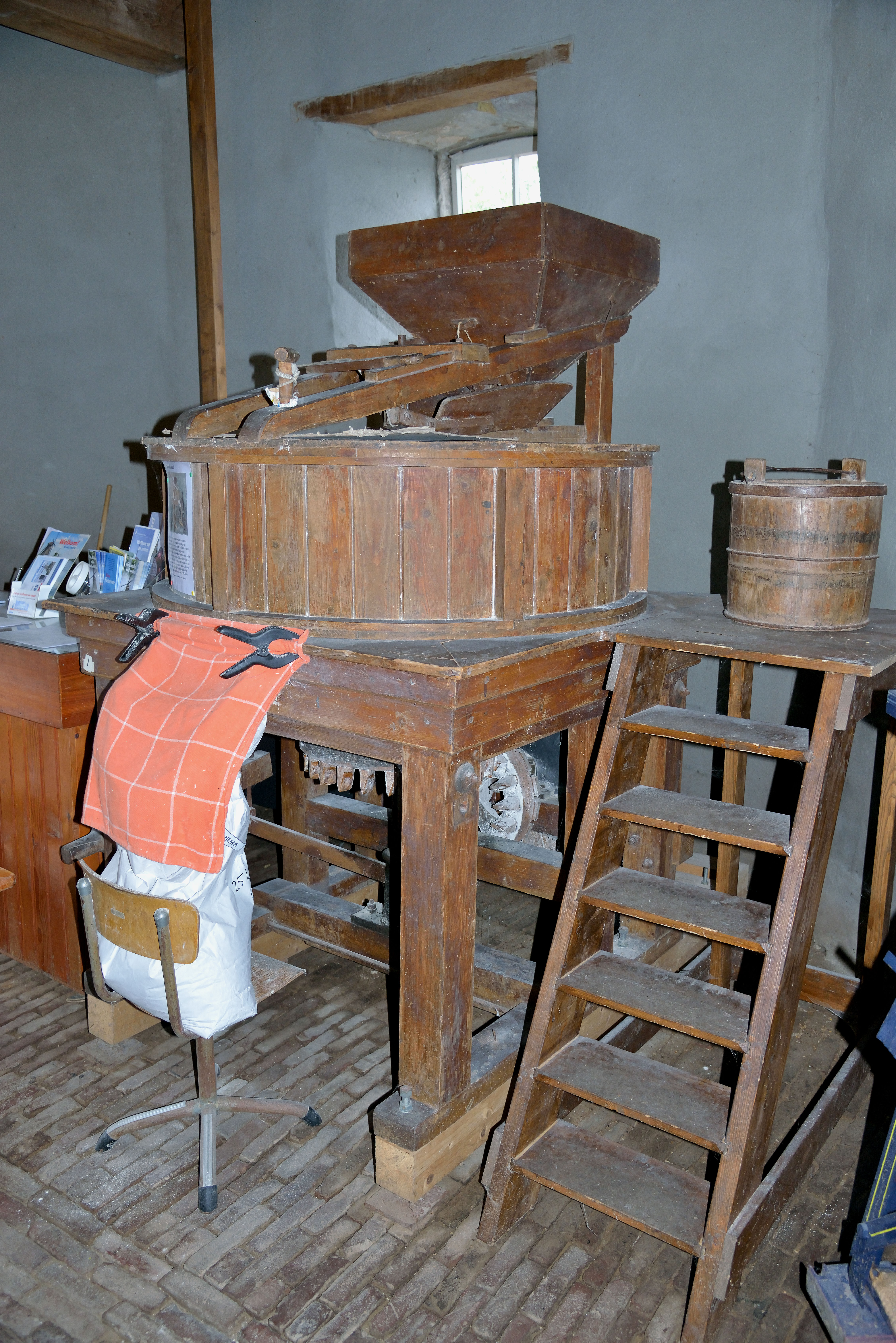
Maalstoel
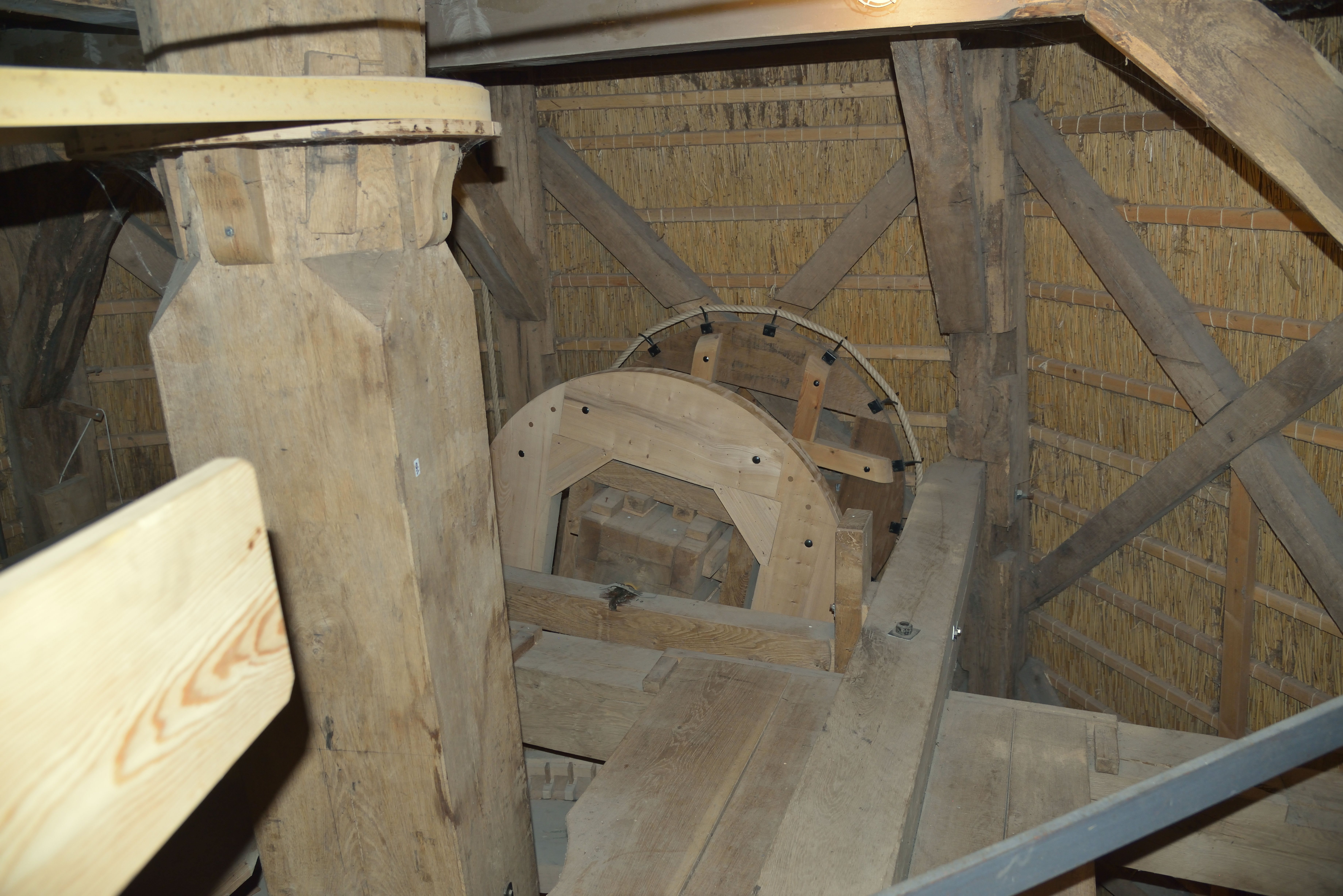
Luiwerk
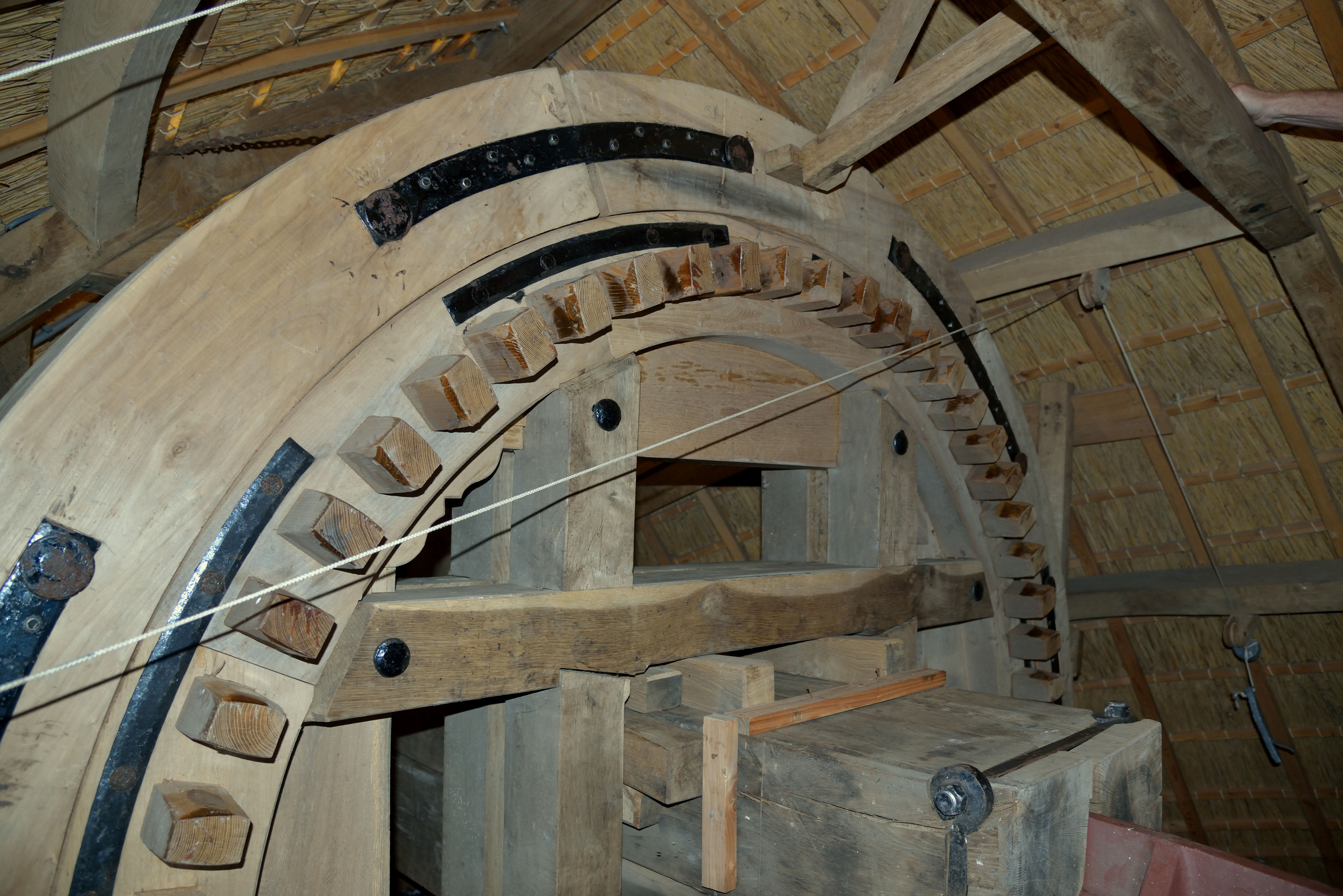
Bovenwiel
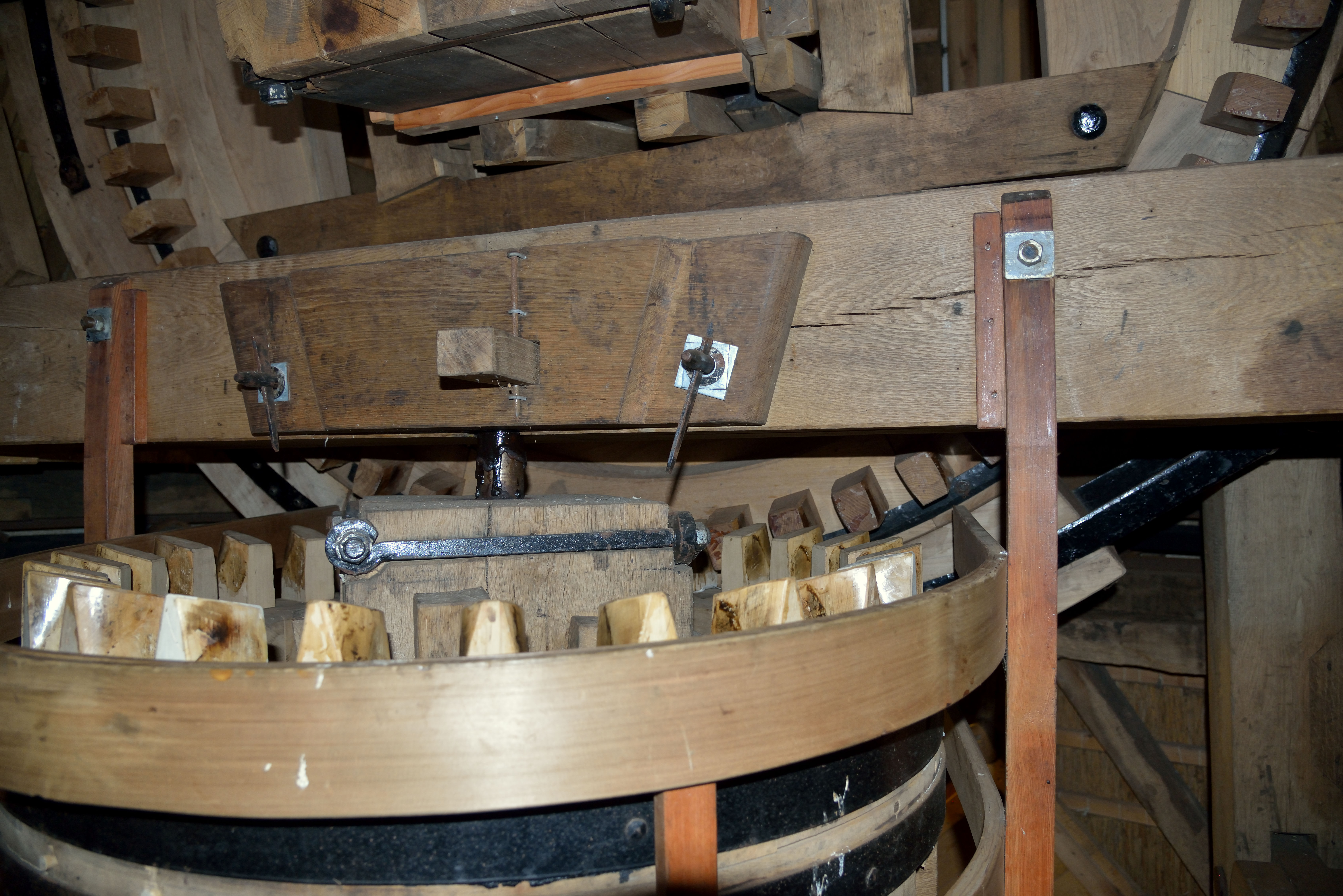
Bonkelaar
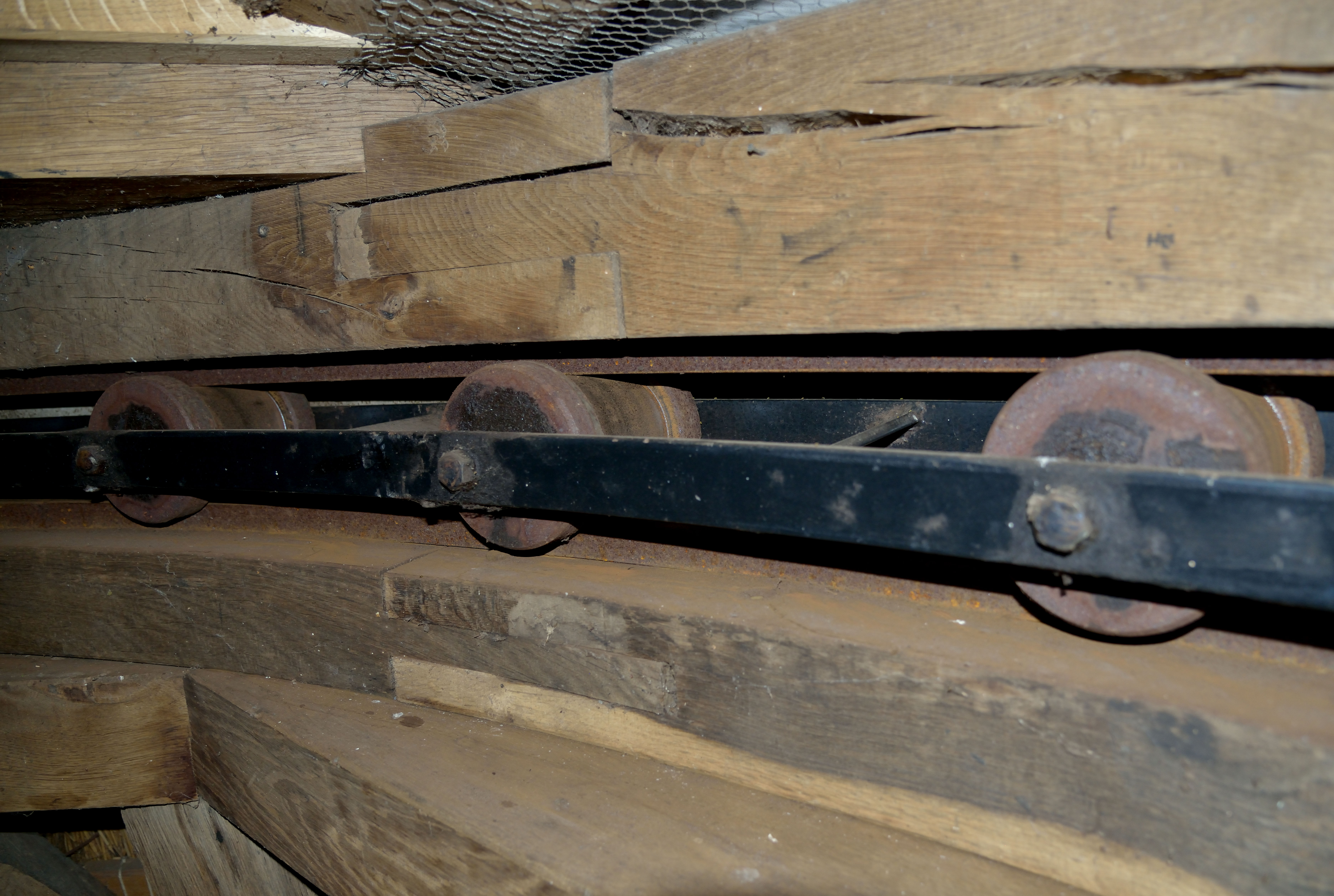
Kruiwerk
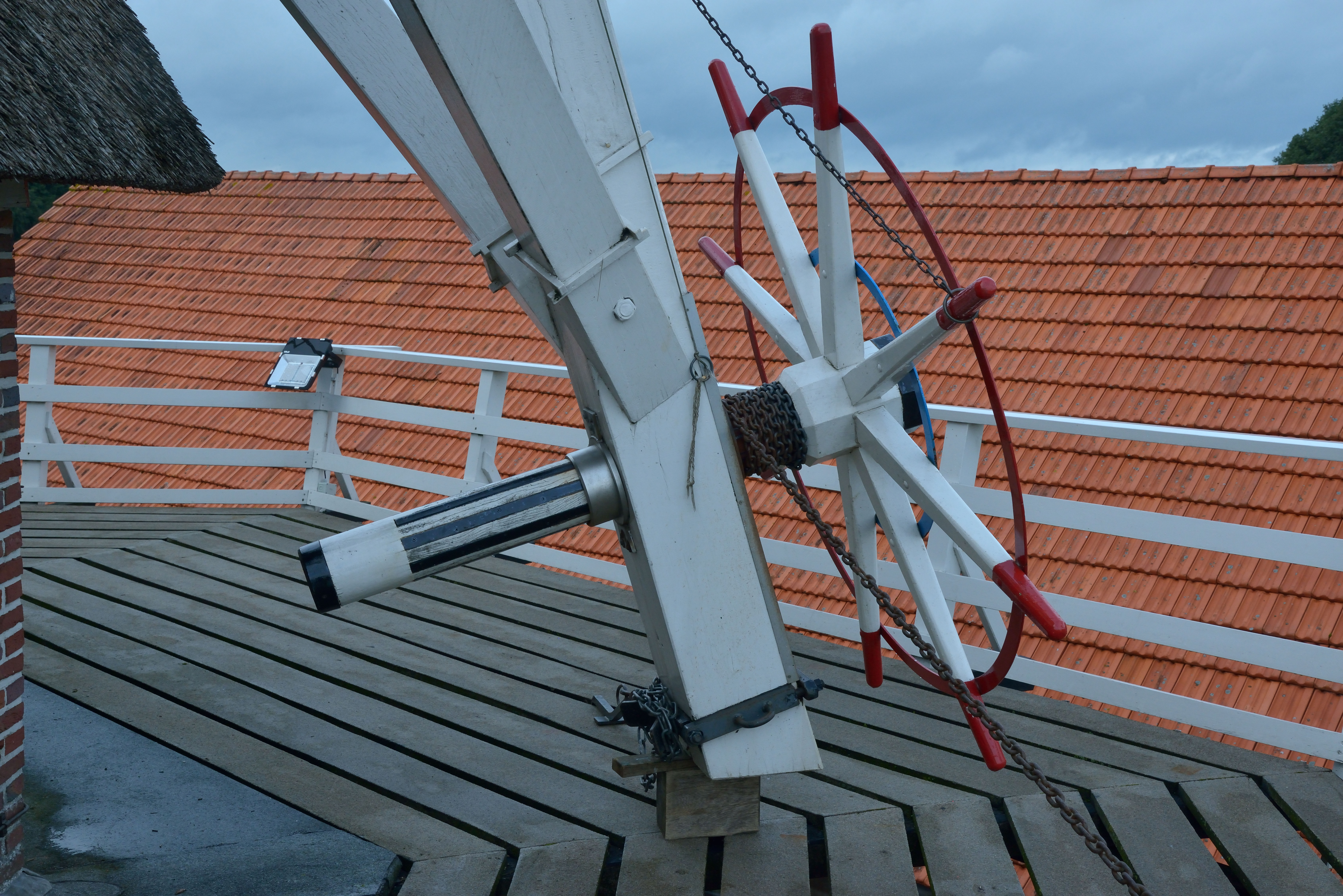
Kruirad

## Overbrengingen
- De overbrengingsverhouding is 1 : 6,2.
- Het bovenwiel heeft 55 kammen en de bonkelaar heeft 26 staven. De koningsspil draait hierdoor 2,11 keer sneller dan de bovenas. De steek, de afstand tussen de kammen, is 11,7 cm.
- Het spoorwiel heeft 91 kammen en de steenrondsels 31 staven. De steenrondsels draaien hierdoor 2,935 keer sneller dan de koningsspil en 6,2 keer sneller dan de bovenas. De steek is 9,7 cm.